# Cristilabrum spectaculum
Cristilabrum spectaculum är en snäckart som beskrevs av Alan Solem 1985. Cristilabrum spectaculum ingår i släktet Cristilabrum och familjen Camaenidae. IUCN kategoriserar arten globalt som nära hotad. Inga underarter finns listade i Catalogue of Life.